# Caxton (Cambridgeshire)
Pour les articles homonymes, voir Caxton.
Caxton est un village et une paroisse civile du comté de Cambridge en Angleterre.